# Audea abbreviata
Audea abbreviata là một loài bướm đêm trong họ Erebidae.